# 劉之瀾
劉之瀾（？年—？年），字觀吾，雲南嶍峨縣人，明朝政治人物。

## 生平
乙酉科舉人，萬曆時任四川順慶府岳池縣知縣。